# Niedokrwistość megaloblastyczna

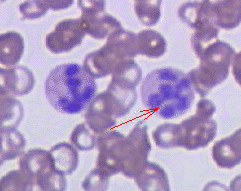
Rozmaz krwi obwodowej z widocznym hipersegmentowanym jądrem neutrofila, typowym dla niedokrwistości megaloblastycznej.

Niedokrwistość megaloblastyczna to niedokrwistość makrocytarna powstała na skutek nieprawidłowej syntezy DNA przy prawidłowej syntezie białek i RNA. Efektem jest zaburzenie dojrzewania komórek krwi, zwane dyssynchronizacją. Niedokrwistość megaloblastyczna jest wynikiem niedoboru witaminy B12 lub kwasu foliowego. 
Skutkuje to megaloblastyczną odnową w szpiku i hiperchromiczną makrocytową niedokrwistością. Dodatkowo mogą występować zaburzenia ze strony ośrodkowego układu nerwowego, który również potrzebuje tych witamin do prawidłowego funkcjonowania.

## Podział niedokrwistości megaloblastycznych
- Niedokrwistości z niedoboru witaminy B12
  - Niedobory w diecie (np. dieta wegańska)
  - Zaburzenia wchłaniania
    - Brak lub niedobór czynnika wewnętrznego (stan po gastrektomii lub niedokrwistość Addisona-Biermera)
    - Zaburzenia wchłaniania w jelicie cienkim

  - Zarażenie bruzdogłowcem szerokim
- Niedokrwistości z niedoboru kwasu foliowego
  - Niedobór w diecie
  - Zaburzenia wchłaniania
  - Wpływ leków (leki wpływające na metabolizm lub wchłanianie kwasu foliowego, ewentualnie działające antagonistycznie (np. niektóre z leków immunosupresyjnych).
  - Wzmożone zapotrzebowanie (np. ciąża)
- Niedokrwistość z niedoboru kwasu foliowego oraz witaminy B12
  - Sprue tropikalna

## Niedokrwistość Addisona-Biermera
Jest jedną z najczęściej spotykanych niedokrwistości z niedoboru witaminy B12 u dorosłych. Jest chorobą autoimmunologiczną, polegającą na uszkodzeniu komórek odpowiedzialnych za wytwarzanie czynnika wewnętrznego, niezbędnego do wchłaniania wit. B12.

## Niedobory pokarmowe
Mogą wystąpić przy długotrwałej diecie wegetariańskiej (jeśli niedobór wit. B12), żywieniu się konserwami (niedobór kwasu foliowego) oraz w przebiegu alkoholizmu (zespół wieloniedoborowy). Przy nieprawidłowym żywieniu zazwyczaj jako pierwszy objawia się niedobór kwasu foliowego. W przypadku głodu może dochodzić do zespołów wieloniedoborowych, gdzie będą miały większe znaczenie niedobory białka i żelaza oraz różnych witamin.

## Resekcja żołądka
Wycięcie dużej powierzchni żołądka może skutkować brakiem komórek wytwarzających czynnik wewnętrzny (czynnik Castle'a). Po 5–6 latach zapasy wit. B12 wyczerpują się i dołączają się do niedoborów żelaza (które często występują już po dwóch latach).

## Zespoły złego wchłaniania
Występują one w warunkach sprzyjających nadmiernemu rozwojowi flory bakteryjnej: uchyłki jelita, zespół ślepej pętli, przetoki jelitowe. Najpierw objawia się niedobór kwasu foliowego i żelaza dopiero potem objawia się niedobór wit. B12.

## Wzmożone zapotrzebowanie
Występuje u kobiet w ciąży, u dzieci w okresach wzmożonego wzrostu, oraz po krwotokach i po stanach hemolitycznych ze względu na zwiększoną hemopoezę.

## Niedobory związane ze stosowaniem leków
- metotreksat
- kotrimoksazol
- 5-fluorouracyl
- analogi zasad purynowych
- arabinozyd cytozyny
- metformina
- 4-aminopteryna